# Cadre européen des certifications
Pour les articles homonymes, voir CEC et EQF.
Le cadre européen des certifications (CEC), en anglais European Qualifications Framework (EQF), est une base de données créée par l'Union européenne (UE) pour favoriser la comparaison des formations et des diplômes.
Le CEC est applicable à l'ensemble des enseignements et des formations (initiales ou professionnelles) de l'enseignement scolaire, aux formations universitaires et à la formation professionnelle.
Sa déclinaison française est le répertoire national des certifications professionnelles (RNCP).

## Les certifications et les diplômes
Pour faciliter le recrutement d'un diplômé dans un des autres pays de l'Union européenne, celle-ci a travaillé à faire connaître des différents interlocuteurs (employeurs, formateurs…) les compétences qui ont été acquises lors d'une formation suivie dans un autre pays de la Communauté européenne.
Le CEC a été officiellement adopté par le Parlement européen et le Conseil européen le 23 avril 2008, après un travail de coopération entamé en 2002.
L'objectif fixé est qu'en 2012 l'ensemble des formations créées à partir de 2012 (au plus tard) fassent référence au niveau approprié du CEC. Le CEC invite également les pays membres à établir des correspondances entre leurs cadres de certification et de formation (les cadres nationaux de certifications, tels que le Cadre francophone des certifications en Belgique francophone et le Répertoire national des certifications professionnelles en France) avec le CEC.
En 2017, le Conseil européen émet une nouvelle recommandation pour l'alignement des référentiels nationaux sur le Cadre européen de certifications.

## Système CEC
(février 2023).
Le CEC comporte huit niveaux différents permettant d'évaluer l'ensemble des enseignements et des formations dispensées (en anglais European Qualifications Framework (EQF). Ces niveaux sont définis à partir des acquis d'apprentissage (en anglais «learning outcomes ») visés à l'issue de la formation.
| Niveau EQF | Cycle           | Diplômes européens                                                                     | Compétences | Aptitudes | Responsabilité et autonomie |
| ---------- | --------------- | -------------------------------------------------------------------------------------- | --- | --- | --- |
| 1          | Elémentaire     | DILF (France), primaire, CEB (Belgique)                                                | Savoirs généraux de base | Aptitudes de base requises pour effectuer des tâches simples | Travailler ou étudier sous supervision directe dans un cadre structuré |
| 2          | Secondaire      | DNB (France), CE1D (Belgique)                                                          | Savoirs factuels de base dans un domaine de travail ou d’études | Aptitudes cognitives et pratiques de base requises pour utiliser des informations utiles afin d’effectuer des tâches et de résoudre des problèmes courants à l’aide de règles et d’outils simples                                                                                              | Travailler ou étudier sous supervision avec un certain degré d’autonomie |
| 3          | Secondaire      | CAP (France), CQ (Belgique)                                                            | Savoirs portant sur des faits, principes, processus et concepts généraux, dans un domaine de travail ou d’études | Gamme d’aptitudes cognitives et pratiques requises pour effectuer des tâches et résoudre des problèmes en sélectionnant et en employant des méthodes, outils, matériels et informations de base                                                                                                | Assumer la responsabilité de la réalisation de tâches dans un contexte de travail ou d’études. Adapter son comportement aux circonstances pour résoudre des problèmes |
| 4          | Secondaire      | Baccalauréat (France), CESS (Belgique), DFES (Luxembourg), Abitur (Allemagne)          | Savoirs factuels et théoriques dans des contextes généraux dans un domaine de travail ou d’études | Gamme d’aptitudes cognitives et pratiques requises pour imaginer des solutions à des problèmes précis dans un domaine de travail ou d’études | Gérer soi-même son travail dans la limite de consignes de travail ou d’études généralement prévisibles mais susceptibles de changer. Superviser le travail habituel d’autres personnes, en assumant certaines responsabilités en matière d’évaluation et d’amélioration des activités liées au travail ou aux études |
| 5          | Cycle court     | BTS, DUT                                                                               | Savoirs détaillés, spécialisés, factuels et théoriques dans un domaine de travail ou d’études, et conscience des limites de ces savoirs | Gamme étendue d’aptitudes cognitives et pratiques requises pour imaginer des solutions créatives à des problèmes abstraits | Gérer et superviser des activités dans un contexte de travail ou d’études où les changements sont imprévisibles. Examiner et améliorer ses résultats et ceux des autres |
| 6          | Premier cycle   | Licence (France), Bachelier (Belgique)                                                 | Savoirs approfondis dans un domaine de travail ou d’études requérant une compréhension critique de théories et de principes | Aptitudes avancées, dénotant de la maîtrise et un sens de l’innovation, requises pour résoudre des problèmes complexes et imprévisibles dans un domaine spécialisé de travail ou d’études | Gérer des activités ou des projets techniques ou professionnels complexes, en assumant des responsabilités au niveau de la prise de décision dans des contextes de travail ou d’études imprévisibles. Assumer des responsabilités en matière de gestion du développement professionnel de personnes et de groupes    |
| 7          | Deuxième cycle  | Master (France), Master (Belgique), Docteur en médecine (Belgique), ingénieur (France) | Savoirs hautement spécialisés, dont certains sont à l’avant-garde du savoir dans un domaine de travail ou d’études, sous-tendant une démarche de pensée ou de recherche originale. Connaissance critique des savoirs dans un domaine et à l’interface de plusieurs domaines | Aptitudes spécialisées requises pour résoudre des problèmes en matière de recherche et d’innovation afin de développer de nouveaux savoirs et de nouvelles procédures et d’intégrer les savoirs de différents domaines                                                                         | Gérer et transformer des contextes de travail ou d’études complexes, imprévisibles et nécessitant une nouvelle approche stratégique Assumer des responsabilités pour contribuer aux pratiques et savoirs professionnels et/ou pour examiner les résultats stratégiques des équipes                                   |
| 8          | Troisième cycle | Doctorat                                                                               | Savoirs à la frontière la plus avancée d’un domaine de travail ou d’études et à l’interface de plusieurs domaines | Aptitudes et techniques les plus avancées et les plus spécialisées, y compris en matière de synthèse et d’évaluation, requises pour résoudre des problèmes critiques en matière de recherche et/ou d’innovation et pour élargir et redéfinir les pratiques ou savoirs professionnels existants | Démontrer un niveau élevé d’autorité, d’innovation, d’autonomie et d’intégrité scientifique et professionnelle et un engagement soutenu en faveur de la production de nouvelles idées ou de nouveaux processus à l’avant-garde de contextes de travail ou d’études, y compris en matière de recherche                |

Ne sont repris ici, pour des raisons de concision, que le premier descripteur de chaque niveau. Pour compléter votre information, vous pouvez consulter le document de référence sur le site de la Communauté européenne.
Chaque pays européen a son cadre national de certification, qui est aligné avec le Cadre européen des certifications. La Belgique s'est ainsi doté du Cadre de certifications de l’enseignement supérieur dans la communauté française, du Qualifications Framework of the German-speaking Community (QDG) dans la communauté germanophone et du Flemish qualification structure dans la communauté flamande, tandis que la France a créé le Répertoire national des certifications professionnelles,.
Plusieurs États européens indiquent le niveau d'études ou de compétences obtenu en positionnant aussi un diplôme dans l'une des versions de la classification internationale type de l'éducation (CITE).[réf. nécessaire]